# ذخیره‌گاه زیست‌کره میانکاله
ذخیره‌گاه زیستکره میانکاله یک ذخیره‌گاه زیست‌کره است که از دو محیط آبی با وسعت ۴۵۰۰۰ هکتار شامل خلیج و تالاب میانکاله و خشکی با وسعت ۲۳۸۰۰ هکتار شامل شبه جزیره میانکاله، ساحلی و جزایر کوچک است که ۸/۲ درصد مساحت کل استان مازندران را به خود اختصاص داده‌است. بخش خشکی با سیمای دشتی بصورت نوار باریکی از شمال به سواحل جنوب شرقی دریای خزر و از جنوب به آب‌های خلیج و تالاب میانکاله محدوده می‌شود.
ذخیره گاه زیست‌کره میانکاله زیستگاه زمستان گذرانی و جوجه آوری انواع گوناگونی از پرندگان آبزی و کنارآبزی است که نزدیک به ۱۰۰ گونه می‌باشند را شامل می‌شود. علاوه بر این عرصه خشکی میانکاله زیستگاه مهمی برای گونه‌های بومی قرقاول خزری و دراج محسوب می‌شود و در مجموع نزدیک به ۲۵۰ گونه پرنده خشکی زی و آبزی به صورت بومی و مهاجر در پناهگاه زیست می‌کنند که نزدیک به ۵۰ درصد پرندگان ایران را شامل می‌شود.